# 雪印集體食物中毒事件
雪印集體食物中毒事件（日语：雪印集団食中毒事件、ゆきじるししゅうだんしょくちゅうどくじけん），是於2000年（平成12年）6月29日起发生的，以日本近畿地方為主，由雪印乳業（現在是：雪印メグミルク）所生產的乳品（主要是低脂乳）而造成的集體食物中毒事件。
此事件中認定食物中毒的人數有14,780人，是二次大戰後日本最大的集體食物中毒事件，日本因此決心修改「食品衛生法」。
雪印乳業本來是雪印集團旗下的一個公司，但雪印集團因為此事件及2002年的假牛肉事件，最後解散雪印食品，雪印乳業則和日本牛乳共同體公司共同經營。

## 經過
2000年6月25日，有兒童在飲用雪印乳業大阪工廠（位在大阪府大阪市都島区）製造的「雪印低脂肪乳」後，出現嘔吐及腹瀉的症状。6月27日大阪市的醫院懷疑是食物中毒，通報大阪市保健所，6月28日雪印乳業收到四名兒童中毒的消息，但未加以重視。
幾天後開始出現各地民眾因雪印乳品食物中毒的消息，大阪工廠原先不想回應，在6月29日起才公告回收30万個已上市的乳製品，不過應對措施已有延遲，在公告以後，通報中毒的人數大增加，範圍從大阪府擴展到兵庫縣及和歌山縣，食物中毒的人數共有14,780人，是前所未見的人數，造成社會的震撼。
食物中毒者主訴症状包括嘔吐、下痢及腹痛等，整體來說病情並不嚴重，但也有病人病情較嚴重，需要住院觀察。

## 原因及處理
雪印在7月1日舉辦記者會，認為食物中毒是因為大阪工廠逆止閥沒有清洗乾淨所造成，大阪保健所也沒有針對上述原因再進行確認。
2000年3月31日生産設備停電3小時，乳製品原料原本必須保存在7℃以下，此時處於20℃以上的常温超過4小時。其中金黃色葡萄球菌孳生導致腸毒素。這些原料原本不能使用，但誤以為只要再經過殺菌設備加工後就安全了，因此產品因原料問題受到毒素汙染。
雪印在1955年（昭和30年）時在八雲工廠（當時位在北海道山越郡八雲町）也因為類似原因發生中毒事件（雪印八雲工廠脱脂乳食物中毒事件），因此事故後的再發防止對策可能不完備。
因此雪印公司內所有工廠的作業全面停止，超商等零售店也將雪印公司的商品全下架，品牌的形象急劇下降。
當時報章雜誌因為此事件採訪社長石川哲郎，石川哲郎在記者會中因為不堪記者的問責，希望記者會「頂多再延長十分鐘」，反倒被記者追問「為什麼要限制時間，這不是時間的問題」，石川哲郎不好意思的回應：「对不起，我为了此事，已经很久没有合眼了！」。於是受到更大的質疑，有記者表示他10個月大的小孩正因為食物中毒住院中。最後石川哲郎雖然有道歉，但他的回應在大眾媒體上播放，受到社會大眾的批評。

## 後續影響
之後雪印集團的所有商品下架，雖然是母公司的事件，但造成整個集團的經營惡化。2001年至2002年又有牛腦海綿狀病變（瘋牛病）牛肉的問題，同一個集團下的雪印食品再度受到媒體的關注，2002年時發生將外國牛肉偽装為日本牛肉，企圖詐領瘋牛病變補償的雪印牛肉偽裝事件，此一事件造成集團的形象再度下滑，因此決定集團解散後再重組。独家赞助的朝日電視台《料理バンザイ!》節目也在2002年3月31日結束播放。
在1997年山一證券、北海道拓殖銀行陸續倒閉，再加上雪印集團的事件，對「一流企業」的信頼開始瓦解，是二次大戰後高速成長後，价值观轉變的代表性事件。
雪印集團是跳台滑雪、冰球等冬季運動的贊助者，不過在雪印集團解散後，跳台滑雪的雪印隊也結束了，許多運動員無法繼續參與比賽，長期的不景氣也造成許多企業沒有資金贊助體育項目，因此在1998年冬季奧林匹克運動會得到金牌的日本跳台滑雪也就迅速衰落了。
因為雪印的事件，其他乳業的訂單增加，各工廠的生產及配送都趕不上訂單的成長。乳業以外的食品業則出現一些衛生管理的問題，麵包及番茄汁都出現了（如蠅或青蛙）等異物混入的情形，食品業界整体受到很大的影響。
這個事件還造成了日本社會以下的影響：
- 嚴格規定名稱中有牛奶的商品，禁止在非100%生乳的产品（如咖啡牛奶、水果牛奶等）中使用“牛奶”这一名称
- 成分無調整「牛奶」的需要開始增加，夏天的「牛奶」明顯不足。
  - 一開始預測牛奶及乳製品的需求會下降，其他乳業減產並進行檢討，但和預測相反，需求幾乎沒有下降，在市佔率第一的雪印停止營業後，從明治乳業、森永乳業等大廠到地區性的小製造廠，全力生產仍不能滿足需求。
- 有關乳製品的再利用，2001年5月由社団法人日本乳業協会提出「飲用乳製品的再利用方針[10]」」。

## 外部連結
- 雪印乳業食中毒事件の原因究明調査結果について（最終報告） （页面存档备份，存于）
- 雪印乳業の乳製品による集団食中毒事件（失敗知識データベース） （页面存档备份，存于）